# Yvan Le Bolloc’h

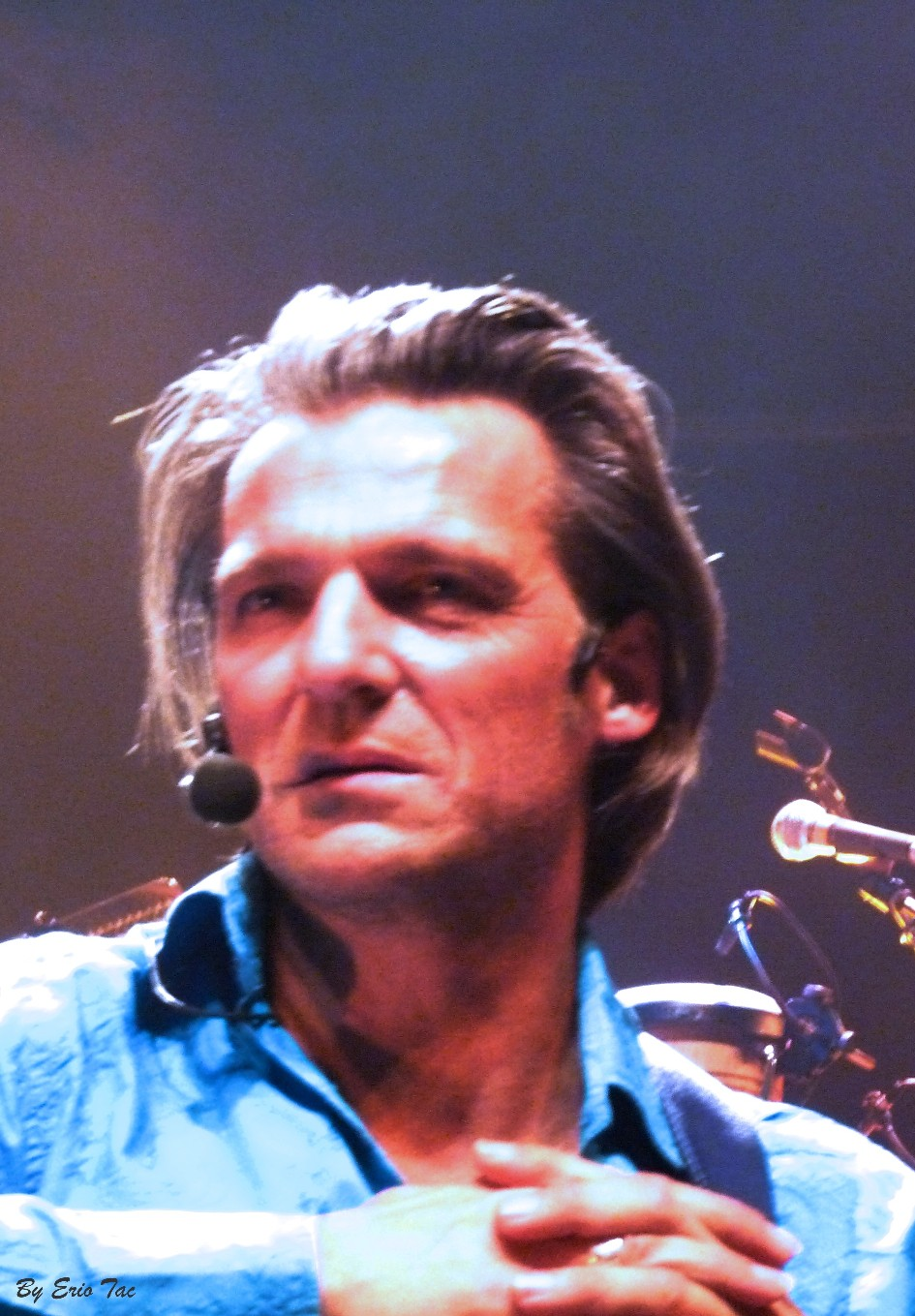
Yvan Le Bolloc’h (2011)

Yvan Le Bolloc’h (* 20. Dezember 1961 in Brest) ist ein französischer Schauspieler, Musiker, Hörfunk- und Fernsehmoderator.

## Wirken
Le Bolloc’h absolvierte die École normale supérieure als Jahrgangsbester und arbeitete dann vier Jahre lang als Lehrer in der Bretagne. Er kündigte und arbeitete in verschiedenen Berufen, vom Fotografen bis zum Abendunterhalter. Dann zog er nach Paris, wo er als Hörfunkmoderator arbeitete, zunächst bei Europe 1. Gemeinsam mit Bruno Solo präsentierte er in den 1990er Jahren mehrere Musikprogramme auf Canal+ (zunächst Top Singles & Titres (Top 50), 1993/94 Le plein de super) und wurde so einem breiten Publikum bekannt. Weiterhin war Le Bolloc’h ständiger Gast in der Sendung Dans tous les sens auf France Inter, die Laurent Ruquier moderierte, später bei dessen Sendungen On va s'gêner auf Europe 1 und On a tout essayé auf France 2.
Zwischen 2001 und 2004 spielte Le Bolloc’h mit Solo in der Sketchserie Caméra Café auf Métropole 6, deren Konzept er mitentwickelte. 2023 folgte Caméra Café, 20 ans déjà. Schon zuvor wirkte als Schauspieler im Theater (Un barrage contre le Pacifique von Marguerite Duras, 1999) und in mehreren Filmen, etwa den Komödien On fait comme on a dit (2000) und in J’ai faim!!! (2001). 2004 inszenierte er gemeinsam mit Solo die Verfilmung von Caméra Café als Espace détente. Fünf Jahre später erschien deren Fortsetzung unter dem Titel Le Séminaire Caméra Café. 2008 war er in der Komödie Ca se soigne von Laurent Chouchan zu sehen.
2004 war Le Bolloc’h als Gitarrist an der Single Ça va déch’ von Caméra Café beteiligt. Dann gründete er seine eigene Band Ma guitare, die von der Musik von Gruppen wie den Gipsy Kings, La Niña Pastori, Sabor de gracia, Los Banis, Tekamel inspiriert ist. Ab 2005 erschienen mit Ma guitare vier Alben, zunächst bei Columbia und bei Cristal Records. Mit seiner Gruppe war er 2024 eine der Attraktionen beim Didier Lockwood Jazz Festival in Hirson.

## Filmographie
- 1999: Cuisine chinoise von Frédérique Feder
- 2000: On fait comme on a dit von Philippe Bérenger
- 2001: Moulin à paroles von Pascal Rémy
- 2001: Le Mal du pays von Laurent Bachettrage
- 2001: J’ai faim !!! von Florence Quentin
- 2003: Les Clefs de bagnole von Laurent Baffie
- 2004: Espace détente von Bruno Solo und Yvan Le Bolloc'h
- 2007: Le Bénévole von Jean-Pierre Mocky
- 2008: Ca se soigne von Laurent Chouchan
- 2009: Le Séminaire von Charles Nemes
- 2017: Caméra Café: Origins

## Diskographische Hinweise
- Yvan Le Bolloc’h & Ma Guitare: Ma Guitare S'Appelle Reviens (Columbia 2006)
- Yvan Le Bolloc’h & Ma Guitare: Fiers et Susceptibles (Cristal Records 2009)
- Yvan Le Bolloc’h & Ma Guitare: La Manoucherie Royale (Cristal Records 2013)[6]
- Yvan Le Bolloc’h & Ma Guitare: Esperanza (Kenavo 2023)